# モンテグリーノ・ヴァルトラヴァーリア
モンテグリーノ・ヴァルトラヴァーリア（伊: Montegrino Valtravaglia）は、イタリア共和国ロンバルディア州ヴァレーゼ県にある、人口約1,500人の基礎自治体（コムーネ）。

## 地理

### 位置・広がり

#### 隣接コムーネ
隣接するコムーネは以下の通り。
- ブリッサーゴ＝ヴァルトラヴァーリア
- カデリアーノ＝ヴィコナーゴ
- クレメナーガ
- クリアーテ＝ファビアスコ
- ジェルミニャーガ
- グラントラ
- ルイーノ
- メゼンツァーナ

### 地震分類
イタリアの地震リスク階級 (it) では、4 に分類される
。

## 行政

### 分離集落
モンテグリーノ・ヴァルトラヴァーリアには、以下の分離集落（フラツィオーネ）がある。
- Alpe del Campegino, Bonera, Bosco Valtravaglia, Casa Briccoli, Casa Compagnoni, Casa De Andrea, Case Sciarè, Castendallo, Cucco, Monte Sette Termini (I Bedroni), Ostino, Piana, Pianco, Pivetta, Porscì, Riviera, San Martino, Sciorbagno, Segrada, Sorti